# Typhoptera obliquevenosa
Typhoptera obliquevenosa är en insektsart som beskrevs av Max Beier 1954. Typhoptera obliquevenosa ingår i släktet Typhoptera och familjen vårtbitare. Inga underarter finns listade i Catalogue of Life.